# Max Ernst Eccius
Max Ernst Eccius (* 21. März 1835 in Frankfurt (Oder); † 20. April 1918 in Berlin) war ein deutscher Jurist. Er war von 1887 bis 1904 Präsident des Oberlandesgerichts Kassel.

## Leben
Eccius studierte nach dem Besuch eines Frankfurter Gymnasiums von 1852 bis 1855 Rechtswissenschaften an den Universitäten Bonn, Heidelberg und Berlin. Danach war er 1855 Auskultator am Berliner Kreisgericht sowie nebenbei für ein Jahr Freiwilliger beim 2. Garde-Regiment. Er wurde 1857 Referendar am Appellationsgericht in Frankfurt (Oder) und 1859 Referendar beim Kammergerichtsbezirk Berlin sowie 1860 Assessor beim Berliner Stadtgericht und gleichzeitig Hilfsarbeiter verschiedener Anwälte. Im Jahr 1863 erfolgte die Ernennung zum Kreisrichter in Greifswald und er diente in den Jahren 1870 und 1871 außerdem als Feldgerichtsrat. Er war 1873 als Hilfsarbeiter im preußischen Justizministerium am Entwurf des Gerichtsverfassungsgesetzes für das Reich beteiligt und stieg noch im selben Jahr zum Kreisgerichtsrat in Greifswald auf. Nebenbei übte er von 1874 bis 1877 die Funktion eines außerordentlichen Professors für Recht an der Universität Greifswald aus.
Er verließ 1877 das Kreisgericht Greifswald und war bis 1879 als Hilfsarbeiter im Reichsjustizamt tätig. Im Jahr 1878 erfolgte die Ernennung zum Geheimen Rat und er übte nach seiner Tätigkeit als Hilfsarbeiter die Funktion eines Vortragenden Rats im preußischen Justizministerium von 1879 bis 1887 aus und war zudem Mitglied der Justizprüfungskommission.
Im Jahr 1887 gelang ihm der Aufstieg zum Präsidenten des Oberlandesgerichtes Kassel, was er bis 1904 blieb. Neben seinem Präsidentenamt war er Vorsitzender der Kommission für das erste juristische Examen und befasste sich ab 1895 als Wirklicher Geheimer Oberjustizrat mit der Angleichung des kurhessischen an das preußische Recht. Er wurde 1905 Wirklicher Geheimer Rat (Exzellenz) und übte von 1905 bis 1911 das Amt des Präsidenten der preußischen Justizprüfungskommission als Nachfolger von Adolf Stölzel aus.
Eccius heiratete im Jahr 1863 Karoline Trumm.